# Торкио, Джованни
Джованни Торкио (итал. Giovanni Torchio; род. 25 ноября 1967, Козенца, Калабрия) — итальянский волейболист и волейбольный тренер.

## Карьера
Родился 25 ноября 1967 года.

## Тренерская карьера
Тренерскую карьеру начал в 1997 году в Италии. 
С 2016 по 2024 год работал в чемпионате Финляндии, являясь главным тренером ЖВК «Салон Виести», затем  ЖВК «Хямеэнлинна». 
В феврале 2023 года с ЖВК «Хямеэнлинна» выиграл Кубок Финляндии по волейболу.
С апреля 2024 по апрель 2025 года являлся главным тренером ЖВК «Национальная Академия Авиации».